# 스탠더드 슈나우저

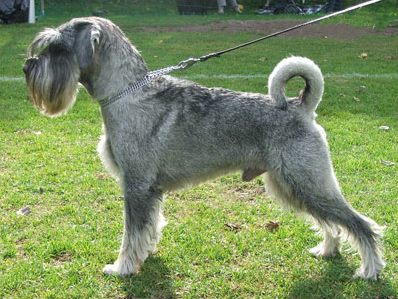
스탠더드 슈나우저

스탠더드 슈나우저(Standard Schnauzer)는 독일 원산의 개인 슈나우저종 중에서도 중형에 속하는 견종이다. 일반적으로 코트보다 가볍고 풍성하면서도 뻣뻣한 수염과 구레나룻이 특징이다. 세 가지 슈나우저 품종 중 하나이며 나머지는 자이언트 슈나우저 또는 리젠슈나우저, 미니어처 슈나우저 또는 즈베르크슈나우저이다. 독일에서는 멸종 위기에 처한 품종이다.
품종 개발은 독일 남부에서 1880년대부터 시작되었다.:40 튼튼하고 네모난 중간 크기의 작업용 또는 다용도의 개 품종이다. 털은 소금-후추색 또는 검은색일 수 있다. 1879년 하노버나, 1997년 미국 웨스트민스터 케넬 클럽(Westminster Kennel Club)의 "베스트 인 쇼"(Best in Show)에서 전시되기도 했다.